# 多媒體家庭服務平台
多媒體家庭平臺軟體技術（Multimedia Home Platform，簡稱MHP）是一個基於DVB下，所提供的開放式中介軟體的標準設計，可以結合機上盒、家庭網路、電視接收天線器、電腦以及電信系統的操作平台，可以提供多樣的多媒體功能。